# Battaglia di Peshawar (1001)
La battaglia di Peshawar fu combattuta il 27 novembre 1001 tra l'esercito ghaznavide di Mahmud di Ghazna e l'esercito shāhī di Jayapala. Jayapala, sconfitto e preso prigioniero, si immolò su una pira funeraria per l'umiliazione della sconfitta. Questa fu la prima fra le più importanti battaglie dell'espansione ghaznavide nel subcontinente indiano.

## Contesto
Nel 962 Alp Tigin, un ghilman turco al servizio dei samanidi che era diventato comandante dell'esercito del Grande Khorasan, si impadronì di Ghazni e vi si insediò come sovrano. Uno dei successori di Alp Tigin, Abū Manṣūr Sabuktigīn, iniziò una forte espansione del suo dominio: dapprima conquistò Kandahar, quindi entrò in conflitto il regno shāhī. Il sovrano shāhī Jayapala attaccò Sabuktigīn, ma fu sconfitto: Laghman fu saccheggiate e Kabul e Jalalabad furono annesse ai territori ghaznavidi. Nel 997 salì al trono di Ghazni Mahmud, che fece voto di invadere l'India ogni anno finché non fosse riuscito a conquistare le terre del nord. Nel 1001 arrivò nei pressi di Peshawar con un gruppo scelto di 15000 cavalieri e un nutrito corpo di ghazi e afghani.

## La battaglia
Un resoconto della battaglia tra ghaznavidi e shāhī è stato fornito da Al-Utbi nel Tarikh Yamini. Secondo Al-Utbi, Mahmud, una volta raggiunta Peshawar, piantò la sua tenda fuori dalla città. Jayapala evitò inizialmente lo scontro in attesa di rinforzi e Mahmud decise di attaccare. Jayapala mosse infine la sua cavalleria e i suoi elefanti per affrontare l'avversario, ma il suo esercito fu decisamente sconfitto.
Secondo le fonti, Jayapala e i membri della sua famiglia furono fatti prigionieri e furono tolti loro i preziosi ornamenti personali, tra cui una collana di grande valore appartenente Jayapala. La stima delle perdite fra gli indù varia fra i 5000 e i 15000 morti, mentre i prigionieri sarebbero stati cinquecentomila. A giudicare dagli ornamenti personali tolti agli indù e al fatto che furono fatti prigionieri anche migliaia di bambini, sembra chiaro che l'esercito di Jayapala non fosse preparato alla battaglia.

## Conseguenze
Jayapala fu legato e fatto sfilare in trionfo; per il rilascio dei membri della sua famiglia fu pagato un grosso riscatto. Jayapala sentì la sconfitta come una grande umiliazione e in seguito si costruì una pira funeraria, la accese e si gettò nel fuoco.
Mahmud conquistò la regione superiore dell'Indo e nel 1009 sconfisse il figlio di Jayapala, Anandapala nella battaglia di Chach. In seguito conquistò Lahore e Multan, ottenendo così il controllo del Punjab.